# Robert Byrd

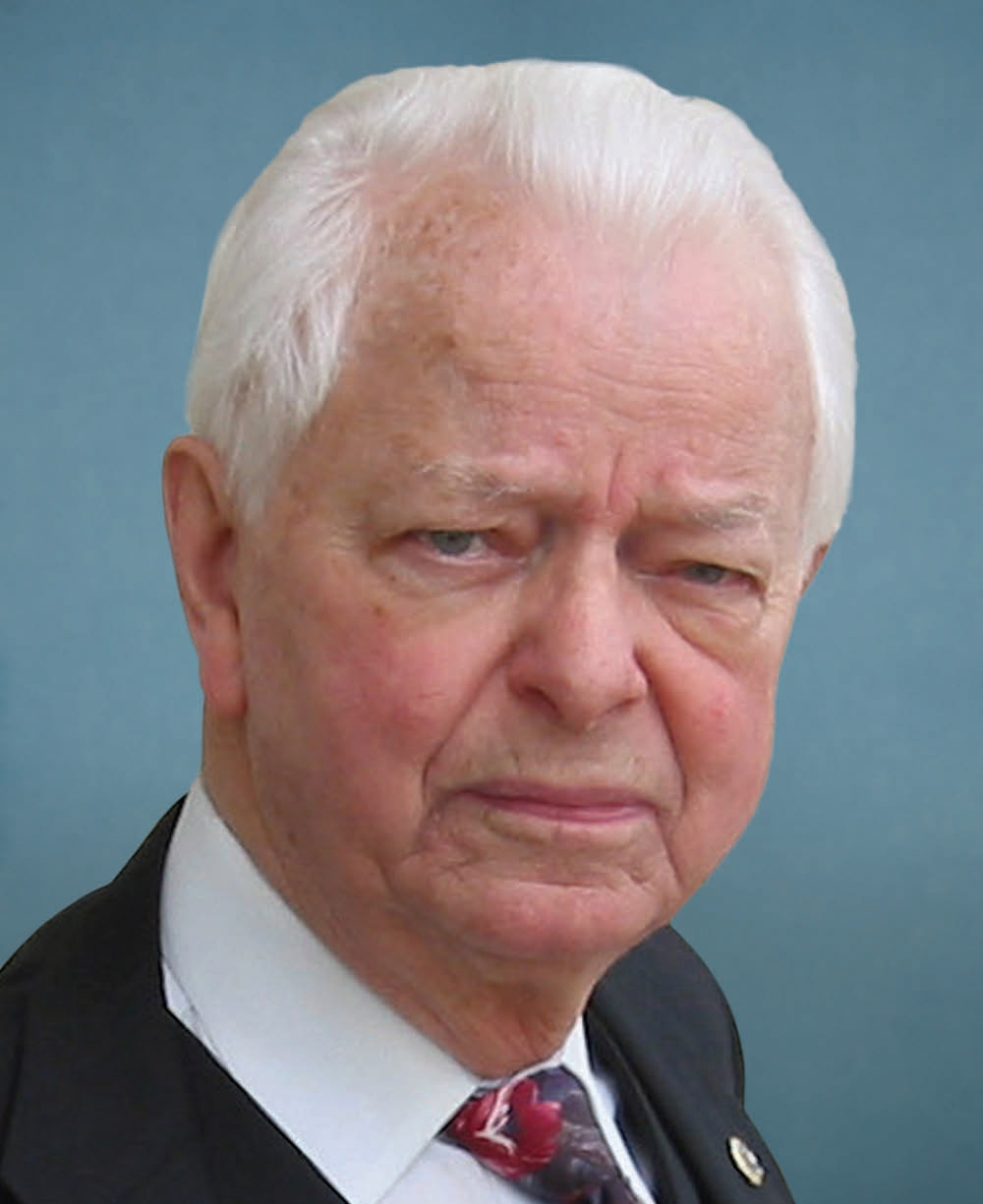
Robert Byrd (2009)

Robert Carlyle Byrd (gebürtig: Cornelius Calvin Sale Jr.; * 20. November 1917 in North Wilkesboro, Wilkes County, North Carolina; † 28. Juni 2010 in Fairfax, Virginia) war ein demokratischer US-Senator für den Bundesstaat West Virginia. Er war im Senat langjähriger Präsident pro tempore und Mehrheits- bzw. Minderheitsführer der Demokraten sowie von 1989 bis 2009 (mit Unterbrechungen) Vorsitzender des mächtigen Appropriations Committee (Investitionsausschuss).
Byrd begann seine politische Laufbahn während des Zweiten Weltkriegs vorübergehend im Ku-Klux-Klan, distanzierte sich aber seit den 1950er Jahren davon und votierte im Allgemeinen für Gesetzesvorschläge, von denen Afroamerikaner profitieren. Er gewann seine erste politische Wahl zum Abgeordnetenhaus des Bundesstaats West Virginia 1946, siegte in der Folge in jeder öffentlichen Wahl und wechselte 1951 in den dortigen Senat. Sein erstes politisches Mandat auf Bundesebene im US-Repräsentantenhaus trat Byrd 1953 an und saß von 1959 bis zu seinem Tod ununterbrochen im US-Senat. Byrd galt als vergleichsweise konservativer Demokrat, dem die Interessen des Senats und die seines Heimatstaats West Virginia mehr galten als die der Demokratischen Partei. Im Senats-Investitionsausschuss leitete er umfangreiche Bundesmittel für regionale Projekte nach West Virginia, von denen eine große Zahl nach ihm benannt sind, und zog als „König der Investitionen“ Kritik auf sich.
Nach dem Tod Strom Thurmonds im Juni 2003 wurde Byrd der bis heute dienstälteste US-Senator und war zugleich dienstältestes Kongressmitglied (vor Carl Hayden). Der als Institution geltende Byrd war ein Kenner der Geschichte des Senats der Vereinigten Staaten wie auch des antiken Rom.

## Familie und Ausbildung
Byrd wurde 1917 als Cornelius Calvin Sale Jr. in North Carolina geboren. Seine Mutter starb in der Grippepandemie von 1918. Gemäß ihrem Wunsch verteilte sein Vater die gemeinsamen Kinder auf verschiedene Verwandte. Der einjährige Cornelius kam zu seiner Tante Vlurma Byrd und ihrem Ehemann Titus, die ihn in Robert Byrd umbenannten. Er wuchs in einer Bergbauregion in West Virginia auf; laut seinen Angaben vermittelten ihm die Pflegeeltern den typischen Standpunkt eines weißen Südstaatlers in der Zeit, als die Reconstruction-Ära noch im Gedächtnis der Menschen war und die Rassentrennung in den Südstaaten als unumstößlicher Fakt galt. Byrd beschrieb in seinem autobiographischen Buch Child of the Appalachian Coalfields (2005) das damalige gesellschaftliche Klima: „Blacks were generally distrusted by many whites, and I suspect they were subliminally feared.“ („Viele Weiße misstrauten Schwarzen generell und ich vermute, sie wurden unbewusst gefürchtet.“)

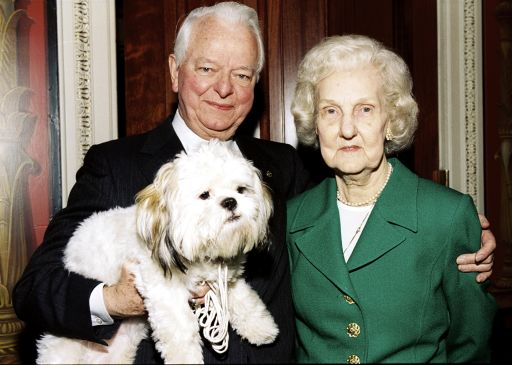
Byrd mit seiner Ehefrau Erma und Hund Trouble

Byrd war ab 1937 mit seiner High-School-Liebe Erma Ora verheiratet, die am 26. März 2006 starb. Sie hatten zwei Töchter, sechs Enkel sowie sechs Urenkel.
Als Bester seines Jahrgangs (Valedictorian) schloss Byrd die High School ab und arbeitete anschließend zwölf Jahre lang, um sich eine College-Ausbildung leisten zu können. Er studierte am Beckley College, Concord College, Morris Harvey College und dem Marshall College, die alle in West Virginia liegen.
Er arbeitete in einer Tankstelle, als Verkäufer in einem Tante-Emma-Laden, als Schweißer bei einer Werft und als Schlachter.

## Politische Karriere

### Im Ku-Klux-Klan
Byrd erlebte in seiner Kindheit Paraden des Ku-Klux-Klans in Mataoaka, West Virginia, in denen sein Vater als Mitglied mitmarschierte. Als Byrd 23 oder 24 Jahre alt war, trat er der Organisation bei und wurde auf Vorschlag des Grand Dragon (nationalen Führer) Joel L. Baskin bald darauf einstimmig als „Exalted Cyclops“ (Lokaler Führer) von Crab Orchard, West Virginia, gewählt.
Der Ku-Klux-Klan galt damals noch als ein Karrieresprungbrett für Politiker aus den Südstaaten. Als Motivation seines Engagements wird allgemein Ehrgeiz angenommen, was Byrd in seiner Autobiografie bestätigt:

“I was sorely afflicted with tunnel vision — a jejune and immature outlook — seeing only what I wanted to see because I thought the Klan could provide an outlet for my talents and ambitions.”

„Ich hatte einen schweren Anfall von Tunnelblick – einen unreifen Ausblick – ich sah [im Klan] nur was ich sehen wollte, und ich dachte, er könnte dabei helfen, meine Talente zu fördern und meinen Ehrgeiz zu befriedigen.“

Byrd diente während des Zweiten Weltkriegs nicht im Militär, sondern arbeitete als Schweißer in einer Werft in Baltimore am Bau von Kriegsschiffen. Währenddessen baute er im Ku-Klux-Klan dessen lokalen Zweig auf, indem er als „Kleagle“ 150 Personen anwarb. Im November 1944 schrieb er an den rassistischen US-Senator Theodore G. Bilbo aus Mississippi: „Ich bin ein typischer Amerikaner, ein Südstaatler … und werde mich niemals auf der Welt überzeugen lassen, dass Rassendurchmischung auf jeglichem Gebiet gut ist. … Ich stehe loyal zu meinem Land …, aber ich werde niemals unter seinem Banner kämpfen mit einem Neger an der Seite. Eher werde ich tausend Tode sterben … als unser geliebtes Land erniedrigt zu sehen durch Rassenbastarde, ein Rückschlag zu den schwärzesten Mustern der Wildnis.“
Als er 1952 für das US-Repräsentantenhaus kandidierte, erklärte er, dass er den Ku-Klux-Klan nach etwas mehr als einem Jahr wieder verlassen habe, da ihn die Organisation in den neun Jahren seit 1943 nie wieder interessiert habe. Er erklärte, beigetreten zu sein, da dies Aufregung und Abenteuer versprach und weil er sich mit dem ausgeprägten Antikommunismus des Klans identifizieren konnte.

### Erste regionale Mandate ab 1946
Bei der Wahl 1946 gewann Byrd den Sitz für das Raleigh County im West Virginia House of Delegates, einer Kammer des regionalen Parlaments. Er hielt den Sitz von 1947 bis 1950, bevor er 1951 in den Staatssenat wechselte und dort bis 1952 blieb.
In seiner Zeit als Parlamentarier besuchte er zusätzlich eine Abendschule am Washington College of Law der American University, an der er 1963 graduierte.

### Im Kongress der Vereinigten Staaten von 1952 bis 2010

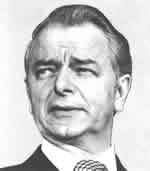
Robert Byrd in jüngeren Jahren

Als der demokratische Abgeordnete E. H. Hedrick aus dem sechsten Kongresswahlbezirk West Virginias 1952 nicht mehr für die Wahl zum Repräsentantenhaus kandidierte, sondern für das Gouverneursamt im Staat, beschloss Byrd für das Repräsentantenhaus der Vereinigten Staaten zu kandidieren und gewann die Wahl. Zweimal war er bei der Wiederwahl erfolgreich, bevor er 1958 bei den Senatswahlen erfolgreich gegen den republikanischen Amtsinhaber W. Chapman Revercomb antrat. Nachdem er in seinen Anfangsjahren bei Wiederwahlen oft mit vehementer Opposition der Republikaner rechnen musste, haben diese seit der Kandidatur Cleve Benedicts 1982 keine großen Mühen oder Gelder mehr in den Versuch investiert, Byrd zu schlagen. Insgesamt gewann Byrd sieben Wiederwahlen, alle von ihnen mit großem Vorsprung, 1994 und 2000 gewann er die Mehrheit der Stimmen in sämtlichen 55 Counties von West Virginia, im Jahr 2000 sogar in 1963 von 1970 einzelnen Wahlbezirken. Trotzdem hatte er immer einen Gegenkandidaten – bis auf eine Ausnahme im Jahre 1976.
Byrd war der Senator mit der längsten Amtszeit der US-Geschichte. Am 12. Juni 2006 erreichte er diesen Rekordwert, nachdem er mit einer Zeit von 17.327 Tagen im Amt den gerade verstorbenen Strom Thurmond aus South Carolina überholte.
Byrd siegte zuletzt bei der Senatswahl 2006 gegen den Medienunternehmer John Raese und konnte im Januar 2007 eine bisher unerreichte neunte Amtszeit antreten. Mehrere prominente Republikaner hatten abgelehnt, gegen ihn zu kandidieren. Robert Byrd löste Carl Hayden aus Arizona am 19. November 2009 als Kongressabgeordneter mit der längsten Dienstzeit der US-Geschichte ab.

### Präsidentschaftskandidatur 1976
Byrd trat einmal – 1976 – bei einer Präsidentschaftswahl an. Er kandidierte bei den Vorwahlen als „Favorite Son“ ausschließlich in seinem Heimatstaat West Virginia. Er hoffte, dass die Entscheidung über den demokratischen Präsidentschaftskandidaten so knapp werden würde, dass seine Delegiertenstimmen aus West Virginia Einfluss auf den Ausgang der Nominierung hätten.
Bis auf George Wallace trat kein anderer Demokrat bei den Vorwahlen in West Virginia an; dieser machte dort nicht aktiv Wahlkampf. Byrd gewann die Vorwahl mit einem Stimmenverhältnis von 90:10.
Sein Ziel dabei war weniger die US-Präsidentschaft, sondern durch die Einflussnahme auf den Vorwahlprozess Unterstützung für die Position des Majority Leader, des demokratischen Mehrheitsführers im Senat. Sein gesamter Wahlkampf in diesem Jahr richtete sich auch mehr auf dieses Ziel – sein Sieg in der Wahl zum Senator galt als sicher und so konnte er seine Aufmerksamkeit darauf konzentrieren, den nicht mehr antretenden Majority Leader Mike Mansfield aus Montana abzulösen. Er war dabei so erfolgreich, dass sich sein letzter Gegner Hubert H. Humphrey zurückzog, bevor der letzte Wahlgang begann.

### Führungspositionen im Senat der Vereinigten Staaten
Bereits zu Beginn seiner ersten Amtszeit ernannte ihn sein langjähriger politischer Weggefährte, der damalige Majority Leader im Senat Lyndon B. Johnson, zum Mitglied des einflussreichen Committee on Appropriations. In den Jahren demokratischer Mehrheiten im Senat, von 1989 bis 1995, von 2001 bis 2003 und von 2007 bis 2009, war er dessen Vorsitzender.
Byrd gehört ab 1967 zur Fraktionsführung der Demokraten. In diesem Jahr wurde er Secretary of the Senate Democratic Conference. Seine erste einflussreiche Führungsposition in der Fraktion erreichte er 1971 als Senate Majority Whip, die zweithöchste Position innerhalb der Fraktion. Von 1977 bis 1989 führte er die Fraktion, als Senate Majority Leader von 1977 bis 1981 und von 1987 bis 1989 sowie als Senate Minority Leader von 1981 bis 1987.
Byrd war für sein enzyklopädisches Wissen über die Geschäftsordnung und die innere Struktur des Senats bekannt. Er nutzte diese Kenntnisse in seinen Jahren als Mehrheitsführer, um durch mitunter arkan wirkende Geschäftsordnungstricks Gegner zu frustrieren und auszumanövrieren. Unter anderem ersann er das als „Nuclear Option“ bekannte Verfahren, das es ermöglicht, einen Filibuster mit einer einfachen Mehrheit zu beenden, anstelle der eigentlich nötigen Mehrheit von drei Fünftel der Stimmen. (Die Nuclear Option wurde nie tatsächlich angewendet, sie wirkt – hierin besteht die Parallele zu den Nuklearwaffen – durch ihre bloße Möglichkeit disziplinierend.) Byrds politische Gewieftheit zeigte sich unter anderem am Byrd Amendment, einem Gesetz, mit dem US-Firmen vor dem Dumping ausländischer Unternehmen geschützt werden sollten, das aber mit internationalen Handelsregeln nicht übereinstimmte. Obwohl der Gesetzentwurf im Finanzausschuss des Senats nicht beschlossen worden war, fügt Byrd ihn in letzter Minute an ein Haushaltsgesetz an und ließ darüber den gesamten Senat abstimmen; um den Haushalt des nächsten Jahres nicht zu gefährden, wurde das Amendment angenommen, das zu jahrelangen Streitigkeiten, internationalen Sanktionen und einem WTO-Verfahren gegen die USA führte.
Als dienstältester Demokrat war Byrd Präsident Pro Tempore von 1989 bis 1995, als die Republikaner die Senatsmehrheit gewannen und damit Anspruch auf dieses Amt hatten. 2001 nahm er dieses Amt kurz ein, als Al Gores Stimme als Vizepräsident den Demokraten eine hauchdünne Mehrheit verschaffte, gab es aber nach dem Amtsantritt von George W. Bush und damit auch von Vizepräsident Dick Cheney wieder ab. Von 2001 bis 2003 hatten die Demokraten wieder eine Mehrheit, nachdem Senator Jim Jeffords die Republikaner verlassen hatte, Byrd war damit wieder Präsident. Als der 108. Senat 2003 mit einer deutlichen republikanischen Mehrheit zusammentrat, verlor er das Amt wieder. Da die Demokraten bei der Senatswahl 2006 wieder die Mehrheit eroberten, hatte er das Amt vom 4. Januar 2007 bis zu seinem Tod abermals inne.
In seiner letzten Amtsperiode war Byrd Mitglied in vier Ausschüssen. Dem einflussreichen Committee on Appropriations stand er mehrfach vor, so auch in seiner letzten Amtsperiode. Byrd war zuletzt ebenfalls Mitglied im Committee on Armed Services, im Committee on the Budget sowie im Committee on Rules and Administration.

## Politische Positionen und Aktionen
Obwohl Byrd lange und intensiv in die Führung der demokratischen Fraktion eingebunden war, galt er als vergleichsweise konservativer Senator, der im Ruf stand, die Interessen des Senats und die von West Virginia über die seiner Partei zu stellen.
Am Beginn seiner Senatszeit arbeitete Byrd mit anderen Southern Democrats zusammen, um gegen den Civil Rights Act of 1964 zu stimmen. Er führte den Filibuster mit einer Redezeit von über 14 Stunden an und begründete sein Verhalten damit, dass das Gesetz die Rechte der Bundesstaaten beschneide. Ebenso opponierte er gegen den Voting Rights Act, stimmte aber für den Civil Rights Act of 1968. Die ersten beiden Voten hat er später öffentlich bedauert.
Von der American Civil Liberties Union erhielt eine 70-Prozent-Wertung für die Abstimmungen seines Lebens bei Gesetzen über Grundfreiheiten, von der League of Conservation Voters 65 % für seine Abstimmungen bei Umweltschutzthemen. Das National Journal führte Byrd aufgrund seiner Abstimmungsergebnisse auf einer Skala von liberal bis konservativ als 65,5 % „liberal“ und damit siebtkonservativster Senator der Demokraten.
1969 begann Byrds ein bundesstaatliches College-Stipendienprogramm für Valedictorians (Jahrgangsbeste) aus West Virginias High Schools. Das Programm ist das einzige ausschließlich leistungsorientierte Stipendienprogramm des Bildungsministeriums und mittlerweile nach Byrd benannt. Das Stipendium läuft jeweils jährlich, wobei sich Empfänger insgesamt dreimal für je ein Folgejahr wiederbewerben können.
Ein weiteres Programm zur Bildungsförderung rief er 2001 mit dem „Teaching American History“-Programm ins Leben. Das auch als „Byrd Grants“ bekannte Programm soll den Unterricht über die Geschichte der Vereinigten Staaten an öffentlichen Schulen fördern. Damals verteilte das Department of Education jährlich 120 Millionen US-Dollar an Schulen und Schuldistrikte, die über drei Jahre kooperierten, um Lehrern die Fähigkeiten zu vermitteln, die Geschichte auf „aufregende, mitreißende und wirkungsvolle“ Art zu vermitteln.
Er opponierte mehrmals prominent gegen Bill Clinton. Beim Clinton-Impeachment-Verfahren drang er von Anfang an darauf, dass die Vorwürfe ernst zu nehmen seien und einer gründlichen Untersuchung bedürften. Er stimmte dem Impeachment-Antrag zwar letztlich nicht zu, sprach sich aber als einziger Demokrat für eine offizielle Rüge durch den Senat aus. Er war relativ konservativ in der Streitfrage, ob Abtreibungen erlaubt seien.
Byrd unterstützte John Roberts, den Bush als Vorsitzenden Richter des Supreme Courts nominierte, und wählte ebenfalls Samuel Alito. Allerdings war er, wie die meisten Demokraten, gegen Bushs Politik, die Steuern zu senken und das Social-Security-System der USA zu verkleinern.
Bundesmittel für Investitionen lenkte Byrd in seinen Heimatstaat West Virginia, dem nach Mississippi zweitärmsten Staat der USA. Ein ständiger Strom von bundesstaatlich finanzierten Highways, Staudämmen, Bildungsinstitutionen und Bundesbehörden war die Folge. Sein Ziel, im Laufe seiner Amtszeit mehr als eine Milliarde Dollar nach West Virginia zu bringen, erreichte er 1991. Er ist Rekordhalter unter allen Kongressmitgliedern an Objekten, die nach ihm benannt sind, mittlerweile tragen mehr als 30 Bundesprojekte seinen Namen (siehe Abschnitt #Namensgeber). Byrd war eng mit dem Republikaner Ted Stevens aus Alaska befreundet, mit dem er sich zwischen 1995 und 2005 im Vorsitz des Investitionsausschusses abwechselte und der einen ähnlich umstrittenen Ruf hatte. Erst als Byrd öffentlich und vehement gegen die Politik von George W. Bush auftrat, litt die Freundschaft der beiden.

### Haltung zu Minderheiten
Aufgrund seiner Mitgliedschaft im Ku-Klux-Klan und seiner früheren vehementen Opposition gegen die Bürgerrechtsgesetzgebung galt Byrd lange Zeit als Rassist, erklärte aber in den 1990er Jahren, diese Zeit hinter sich gelassen zu haben. In einem Interview mit C-SPAN bedauerte er sein früheres Abstimmverhalten, das er damit begründete, dass es nicht die Aufgabe des Gesetzgebers sei, die Gesellschaft zu integrieren, sondern dass es Aufgabe der weißen Mehrheit sei, die „White only“-Schilder niederzureißen. Er habe aber seitdem seine Einstellung geändert; er glaube nicht mehr daran, dass die Gesellschaft allein in der Lage sei, das Problem zu lösen, vielmehr seien gesetzliche Maßnahmen wie der Civil Rights Act notwendig gewesen. Er habe seine Einstellung umfassend geändert, als sein Enkel 1982 bei einem Autounfall starb; in diesem emotionalen Tal habe er viel nachgedacht und ihm sei klar geworden, dass Schwarze ihre Kinder genauso liebten wie er.
Byrd stimmte sowohl gegen die Ernennung von Clarence Thomas zum Richter am Supreme Court als auch gegen Thurgood Marshall, die einzigen beiden afroamerikanischen Kandidaten, ebenso wie gegen Janice Rogers Brown als Richterin am Bundesberufungsgericht, und gegen die Ernennung von Condoleezza Rice. Ihm wurde unter anderem vom Congress of Racial Equality, einer konservativen Bürgerrechtsgruppe, vorgeworfen, er habe die Kandidaten aus rassistischen Gründen abgelehnt, er selbst meinte, dies wäre nur aus inhaltlichen Gründen geschehen; so habe er zum Beispiel den Bildungsminister Roderick Paige oder Außenminister Colin Powell mitgewählt.
Die National Association for the Advancement of Colored People (NAACP) gab Byrd im 108. Senat (2003–2005) als einem von 17 Senatoren eine Punktzahl von 100 %, das heißt, er stimmte in allen 33 Fragen, die die Bürgerrechte der Afroamerikaner betrafen, so ab, wie die NAACP es für erforderlich hielt.
Vehement trat Byrd gegen die Öffnung der US-Streitkräfte für Homosexuelle ein (Don’t ask, don’t tell) und setzte sich gegen die Anerkennung gleichgeschlechtlicher Partnerschaften ein. Trotzdem war er aus verfassungsrechtlichen Gründen gegen eine Verfassungsänderung, die dies ganz verboten hätte. Byrd war gegen Affirmative Action.

### Opposition gegen den Irak-Krieg und den „Krieg gegen Terror“

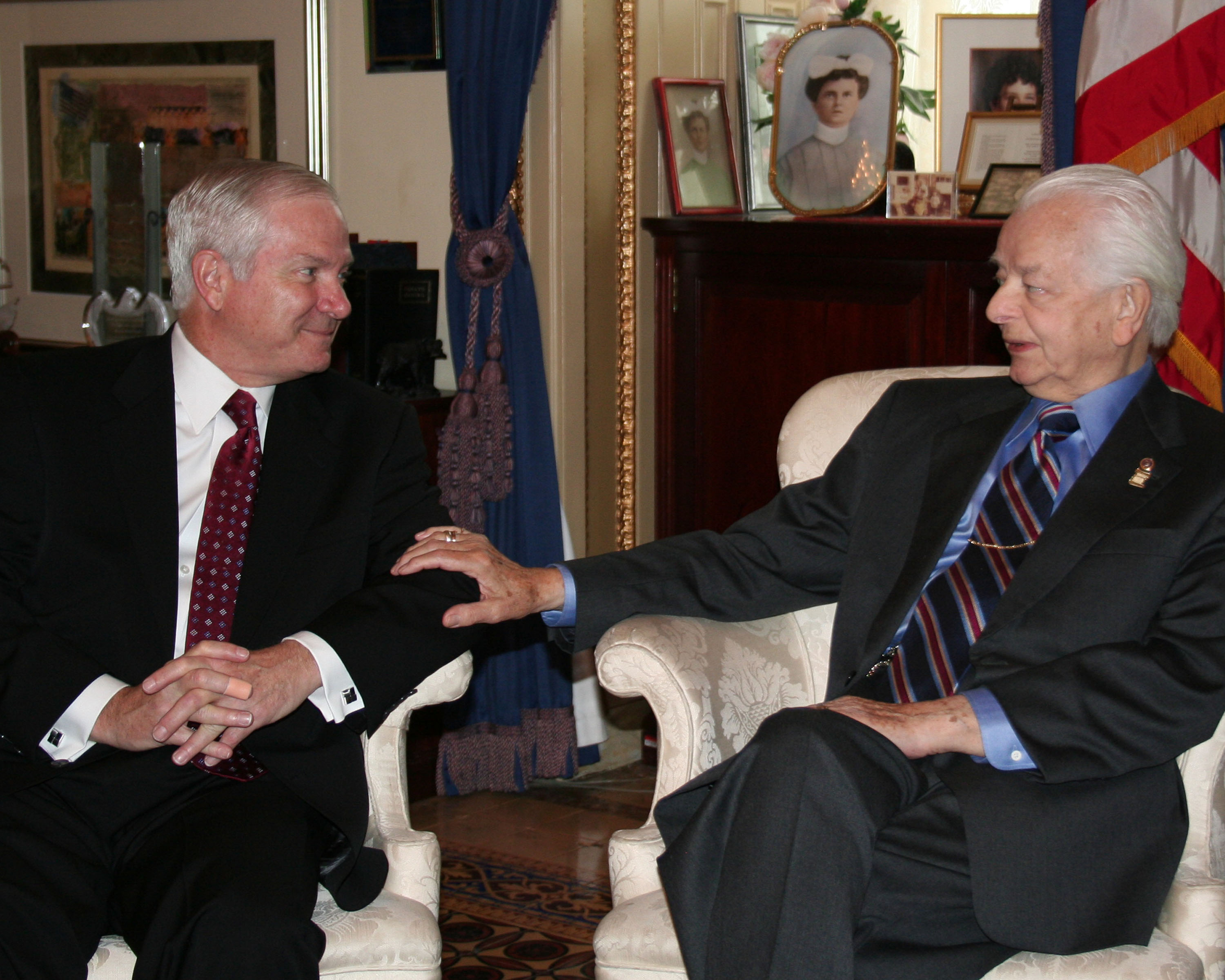
Robert Byrd im Gespräch mit Verteidigungsminister Robert Gates

Byrd nahm im Senat an mehr als 17.000 Abstimmungen teil und war besonders stolz auf seine Ablehnung des Irak-Kriegs. Er führte den die Autorisierung des Krieges einen Filibuster an, konnte dabei aber selbst unter Parteifreunden im Senat nicht genug Stimmen sammeln, um einen vorzeitigen Debattenschluss zu verhindern.
Am 19. März 2003, als Präsident Bush den Angriff auf den Irak befahl, fasste Byrd in einer Senatsrede seine Opposition gegen den Krieg in die folgenden Worte:

“Today I weep for my country. I have watched the events of recent months with a heavy, heavy heart. No more is the image of America one of strong, yet benevolent peacekeeper. The image of America has changed. Around the globe, our friends mistrust us, our word is disputed, our intentions are questioned. Instead of reasoning with those with whom we disagree, we demand obedience or threaten recrimination.”

„Heute weine ich für mein Land. Ich habe die Ereignisse der letzten Monate mit schwerem, schwerem Herzen verfolgt. Das Bild Amerikas als starker, doch mildtätiger Erhalters des Friedens gibt es nicht mehr. Das Bild Amerikas ist gewandelt. Weltweit misstrauen uns unsere Freunde, unser Wort wird angezweifelt, unsere Absichten in Frage gestellt. Anstatt vernünftig mit denen zu reden, mit denen wir nicht einer Meinung sind, verlangen wir Gehorsam oder drohen mit Vergeltung.“

Am 17. Oktober 2003 bezog er in einer Senatsrede zum Irak-Krieg den Präsidenten George W. Bush auf Hans Christian Andersens „Des Kaisers neue Kleider“. Er klagte über die Einschüchterung der Senatsmitglieder („cowed Members of this Senate“) und rief sie auf, der Fortsetzung eines „war based of falsehoods“ (auf Lügen beruhenden Krieges) zu widersprechen. Er wehrte sich gegen eine Marginalisierung der Legislative und sah das Recht Fragen zu stellen, zu diskutieren und zu widersprechen in Gefahr – die „Trommeln des Krieges“ würden immer lauter geschlagen und andere Meinungen zu übertönen versucht, selbst im Senat, dem „großartigsten Legislativorgan der Welt“.
Byrd setzte sich 2002 gegen das Gesetz zur Schaffung des Department of Homeland Security ein, da es zu viel Macht in der Exekutive bündele. Er erhielt aber die Position des führenden Demokraten im Unterausschuss für Investitionen dieses Ministeriums und konnte so die Organisation beaufsichtigen. Als einer von zehn Senatoren stimmte er 2006 gegen die Verlängerung des USA PATRIOT Act.
Im Juli 2004 veröffentlichte er das Buch Losing America: Confronting a Reckless and Arrogant Presidency, das sich kritisch mit George W. Bushs Regierungspolitik und besonders dem Irak-Krieg auseinandersetzte.

## Senatshistoriker
Als der Fernsehsender C-SPAN am 19. März 1979 seinen Betrieb aufnahm, wurden das erste Mal Fernsehbilder aus dem Repräsentantenhaus übertragen. Byrd hatte die Befürchtung, dass infolgedessen in der Öffentlichkeit vor allem das Repräsentantenhaus als „der US-Kongress“ wahrgenommen werde und der Senat zum unsichtbaren Teil der Legislative herabgesetzt werden würde. Er setzte sich dafür ein, auch Senatssitzungen im Fernsehen zu übertragen, eine Initiative, mit der er schließlich 1986 Erfolg hatte.
Während der 1980er Jahre hielt Byrd 100 Reden im Senat, die sich auch intensiv mit der Geschichte des Gremiums beschäftigten und in Buchform herausgegeben wurden: The Senate: 1789 – 1989. Für das gesamte Werk erhielt er 2004 den erstmals vergebenen „Theodore Roosevelt-Woodrow Wilson Award for Civil Service“-Preis der American Historical Association, der seitdem an Nicht-Wissenschaftler vergeben wird, die bedeutende Beiträge zur Geschichtswissenschaft geleistet haben. Für den ersten Teil zusätzlich einen Preis der Society for History in the Federal Government. Byrd beschäftigte sich ebenfalls intensiv mit der Geschichte des Römischen Senats und veröffentlichte 1995: The Senate of the Roman Republic: Addresses on the History of Roman Constitutionalism (United States Government Printing Office, 1995).

## Öffentliche Auftritte außerhalb der Politik

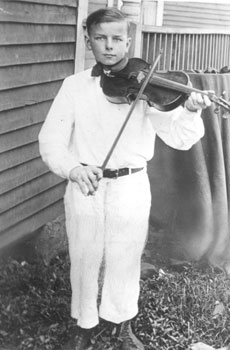
Byrd als Jugendlicher mit Geige

Byrd war ein überdurchschnittlicher Geigenspieler, ein Hobby, das er als Teenager in diversen Square-Dance-Bands begann. Er nutzte diese Fähigkeit in diversen Wahlkämpfen und veröffentlichte 1978 ein Album U.S. Senator Robert Byrd: Mountain Fiddler (County, 1978), auf dem ihn die Country Gentlemen begleiteten. Vor allem besteht das Album aus traditioneller Musik der Appalachenregion. Byrd trat als Geiger im Kennedy Center und bei der Fernsehsendung Hee Haw auf.
Im 2003 von Warner Bros. veröffentlichten Film Gods and Generals spielte er die Rolle eines Generals der Konföderierten Staaten von Amerika.

## Werke
- Child of the Appalachian Coalfields. West Virginia University Press, Morgantown 2005, ISBN 1-933202-00-9.
- Losing America: Confronting A Reckless and Arrogant Presidency. 2004, ISBN 0-393-05942-1.
- Senate of the Roman Republic: Addresses on the History of Roman Constitutionalism. 1995, ISBN 0-16-058996-7.
- The Senate, 1789–1989.
  - Bd. 1: Addresses on the History of the United States Senate, ISBN 0-16-006391-4.
  - Bd. 2: Addresses on the History of the United States Senate, ISBN 0-16-006405-8.
  - Bd. 3: Classic Speeches, 1830–1993, ISBN 0-16-063257-9.
  - Bd. 4: Historical Statistics, 1789–1992, ISBN 0-16-063256-0.

## Namensgeber
Nach Byrd sind mehr Orte und Institutionen benannt als nach jedem anderen Kongressmitglied der US-Geschichte. Kritiker sehen darin vor allem einen Ausdruck seiner Eitelkeit und Gewieftheit in der Verteilung von Bundesmitteln, während Verteidiger diese Zahl seiner langen Amtszeit und seinem Eintreten für öffentliche Interessen zuschreiben. Sämtliche Plätze liegen in seinem Heimatstaat West Virginia. Benannt nach ihm sind:
- Robert C. Byrd Academic and Technology Center an der Marshall University, Huntington, West Virginia
- Robert C. Byrd Addition to the Lodge in Oglebay Park, Wheeling
- Robert C. Byrd Appalachian Highway System, Teil des Appalachian Development Highway System
- Robert C. Byrd Auditorium am National Conservation Training Center, Shepherdstown
- Robert C. Byrd Biotechnology Science Center an der Marshall University, Huntington
- Robert C. Byrd Bridge, zwischen Huntington und Chesapeake, Ohio
- Robert C. Byrd Cancer Research Laboratory der West Virginia University, Morgantown
- Robert C. Byrd Center for Legislative Studies an der Shepherd University, Shepherdstown
- Robert C. Byrd Clinical Addition to the Veterans’ Hospital, Huntington
- Robert C. Byrd Community Center, Pine Grove
- Robert C. Byrd Conference Center am Davis and Elkins College, Elkins
- Robert C. Byrd Drive, von Beckley in seine Heimatstadt Sophia
- Robert C. Byrd Expressway, U.S. Highway 22, in der Nähe von Weirton
- Robert C. Byrd Federal Building & Courthouse, Beckley
- Robert C. Byrd Federal Building & Courthouse, Charleston
- Robert C. Byrd Green Bank Telescope, Green Bank
- Robert C. Byrd Hardwood Technologies Center, Princeton
- Robert C. Byrd Health and Wellness Center des Bethany College, Bethany
- Robert C. Byrd Health Sciences Center der West Virginia University, Morgantown
- Robert C. Byrd High School, Clarksburg
- Robert C. Byrd Hilltop Office Complex, Rocket Center inklusive des Erma Ora Byrd Conference & Learning Center
- Robert C. Byrd Industrial Park, Moorefield
- Robert C. Byrd Institute for Advanced Flexible Manufacturing; Huntington, Charleston, Bridgeport & Rocket Center
- Robert C. Byrd Intermodal Transportation Center (and Parking Garage), Wheeling
- Robert C. Byrd Library & Robert C. Byrd Learning Resource Center an der Mountain State University, Beckley
- Robert C. Byrd Locks & Dam, Gallipolis Ferry
- Robert C. Byrd Metals Fabrication Center, Rocket Center
- Robert C. Byrd National Aerospace Education Center, Bridgeport
- Robert C. Byrd National Technology Transfer Center an der Wheeling Jesuit University, Wheeling
- Robert C. Byrd Rural Health Center an der Marshall University, Huntington
- Robert C. Byrd Science and Technology Center an der Shepherd University, Shepherdstown
- Robert C. Byrd Technology Center am Alderson-Broaddus College, Philippi
- Robert C. Byrd United Technical Center
- Robert C. Byrd Visitor Center im Harpers Ferry National Historical Park, Harpers Ferry
- Erma Ora Byrd Center for Educational Technologies an der Wheeling Jesuit University, Wheeling, benannt nach seiner Frau.